# 日内瓦圣母圣殿
日内瓦圣母圣殿（Basilique Notre-Dame de Genève）是日内瓦主要的天主教堂，古老的圣彼得大教堂属于新教。
该堂敬礼由庇护九世祝福的白色的日内瓦圣母雕像。这也是圣雅各伯朝圣之路上的一个停留的站口。 

## 历史

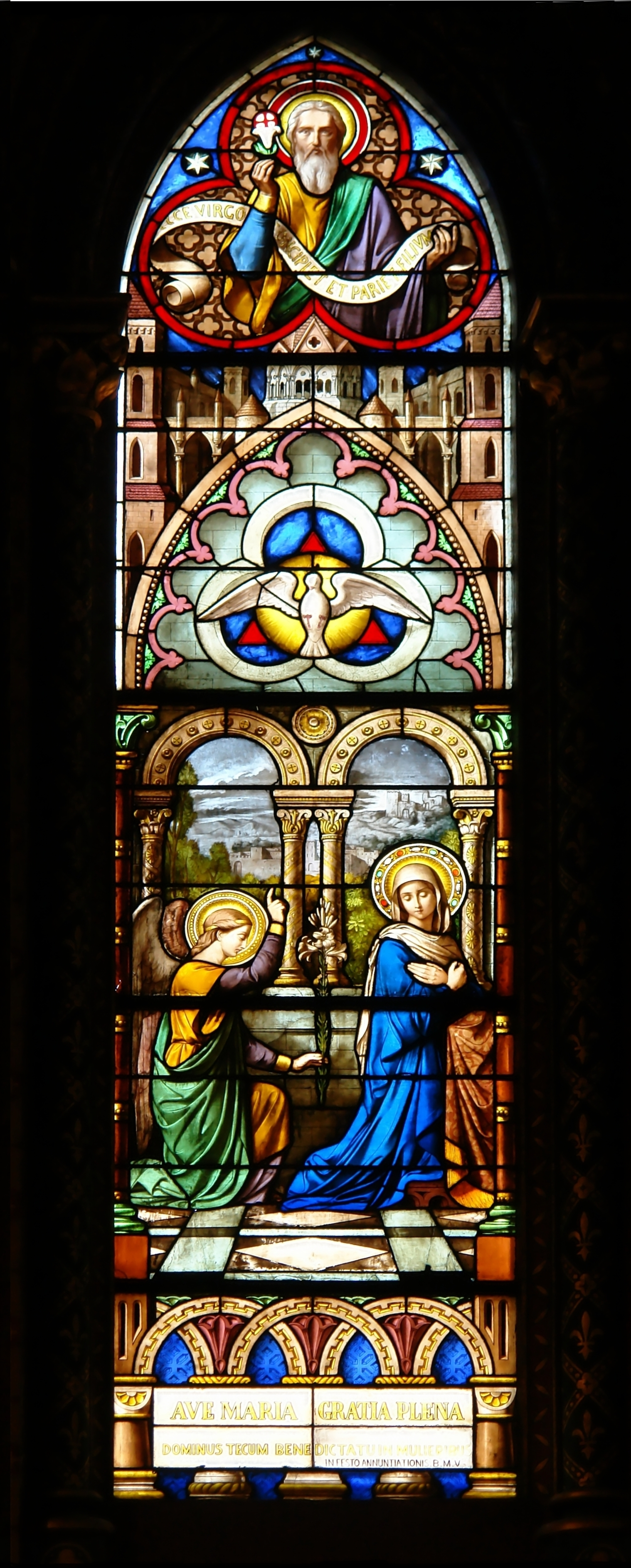
花窗玻璃

日内瓦圣母圣殿建于1852年至1857年，这个地点原是一座防御工事。这是一座新哥特式建筑，其外观受到博韦主教座堂的影响。
1857年10月4日举行了祝圣仪式。Mermillod神父，未来的枢机，主持了讲道。他后来被政府驱逐出瑞士。1875年6月5日该教堂被关闭。1911-1912年天主教会又买回了教堂。 
1954年12月5日，庇护十二世将其升为宗座圣殿。